# Ценовая дискриминация
Ценова́я дискримина́ция (англ. price discrimination) — ценовая политика, при которой в один и тот же момент один и тот же товар или услуга продается различным покупателям по различным ценам, а эта разница в цене не оправдывается разными издержками производства этого товара или услуги. Впервые понятие появилось в работе Жюля Дюпюи в 1844 году. 

## Определение
Согласно К. Р. Макконнеллу и С. Л. Брю, ценовая дискриминация — это реализация в один и тот же момент одного и того же товара или услуги разным покупателям по разным ценам, когда разница в ценах не оправдана разными издержками производства этого товара или услуги; ценовая политика, которая в США признана преступной, если ограничивает конкуренцию согласно закону Клейтона.
В БРЭ ценовая дискриминация — это практика установления разных цен на одну и ту же продукцию одного продавца для разных покупателей.

## История
Впервые понятие появилось в работе Жюля Дюпюи «О мере полезности гражданских сооружений», опубликованной в 1844 году. Ценовая дискриминация исследовалась в работе Джона Ларднера «Экономика железных дорог: трактат о новом виде транспорта, управлении им, перспективах и отношениях коммерческих, финансовых и социальных», опубликованной в 1850 году. Свой вклад в развитие исследования ценовой дискриминации внесли работа Артура Пигу «Экономическая теория благосостояния» и работа Джоан Робинсон «Экономическая теория несовершенной конкуренции».

## Допущения
Продавец может проводить успешную ценовую дискриминация при выполнении следующих условий:
- продавец должен обладать какой-либо рыночной властью на рынке;
- у продавца имеется возможность разделить своих покупателей на группы с различной эластичностью спроса по цене;
- на рынке ограничена возможность арбитражных сделок (когда покупатели, покупая продукцию по низким ценам, имеют возможность перепродать её дороже).

## Разновидности ценовой дискриминации
Согласно А. Пигу выделяются три вида ценовой дискриминации:
1. Ценовая дискриминация первой степени (совершенная дискриминация) — реализация каждой единицы товара или услуги каждому покупателю по максимальной цене, которую данный покупатель готов заплатить. Например, когда в качестве продавца представлены врачи, юристы, бухгалтеры, архитекторы, то есть те, кто имеет возможность более-менее точно оценить, сколько их клиент готов максимально заплатить за их услуги и выставить, исходя из этого, соответствующий счёт. При совершенной ценовой дискриминации производитель забирает себе весь потребительский излишек.
2. Ценовая дискриминация второй степени (дискриминация по объёму потребления) — реализация одного и того же товара или услуги по разным ценам в зависимости от объёмов потребления. Каждой группе товара или услуги — своя цена. Например, когда у производителя нет информации о каждом конкретном потребителе, однако есть информация о группах потребителей. При этом продавец устанавливает несколько тарифов, а покупатель сам выбирает подходящий ему тариф. При установлении тарифов целью продавца является забрать максимальную часть потребительского излишка.
3. Ценовая дискриминация третьей степени (дискриминация по уровню доходов) — реализация одного и того же товара или услуги разным категориям потребителей по разной цене. Например, скидки пенсионерам и студентам.

## Классификация ценовой дискриминации
Виды ценовой дискриминации согласно классификации профессора Фрица Махлупа и типы поведения продавца:
- Индивидуальная дискриминация (продавец выделяет отдельных покупателей):

- назначается отдельная цена на каждую сделку (торг с каждым покупателем);
- назначается отдельная цена со скидкой за отказ покупки у другого продавца;
- назначается отдельная цена в зависимости от уровня дохода покупателя;
- назначается отдельная цена в зависимости от степени использования продукта покупателем.

- Групповая дискриминация (продавец выделяет группы покупателей):

- ценообразование в зависимости от стоимости возможной доставки до покупателя;
- ценообразование с целью вытеснения конкурента (хищническое ценообразование);
- ценообразование с целью сбыта излишков (демпинг);
- ценообразование для каждого региона/рынка (от степени конкуренции на рынке);
- ценообразование для каждого нового покупателя;
- ценообразование для каждого постоянного покупателя;
- ценообразование для покупателя по степени ценящего время;
- ценообразование по степени эластичности спроса по цене.

- Продуктовая дискриминация (продавец выделяет отдельные продукты):

- ценообразование от уровня качества продукта;
- ценообразование от марки продукта;
- ценообразование от уровня запасов продукта;
- ценообразование от уровня спроса на продукт/услугу в определенное время;
- пакетное ценообразование (в пакет входят различные виды продуктов/услуг);
- комбинированное ценообразование (для каждой группы покупателей своя группа продуктов).